# Teodor Narbutt
Teodor Narbutt (8 de novembre de 1784, Szawry a prop Hrodna - 27 de novembre de 1864, Vílnius) va ser un escriptor polono-lituà, historiador romàntic i enginyer militar. És recordat com l'autor d'una història de deu volums en polonès de Lituània des de principis de l'edat mitjana fins a la Unió de Lublin.

## Biografia
Teodor Narbutt va néixer el 1784 a prop de Grodno (actual Belarús) en la Mancomunitat de Polònia-Lituània, fill d'una família de la noblesa polono-lituana. Al començament de la seva joventut la seva pàtria es va repartir entre Rússia, Àustria i Prússia. Narbutt va entrar a la Universitat de Vílnius, on es va graduar en enginyeria l'any 1803. Després, es va mudar a Sant Petersburg, on va servir a l'Exèrcit Imperial de Rússia, i va arribar a ésser capità del cos d'enginyers. Va participar en les campanyes de 1807 i 1812 dels russos contra Napoleó Bonaparte. El 1809 va construir la fortalesa Babruysk (moderna Belarús), per la que va ser guardonat amb l'Orde de Santa Anna.
Al mateix temps, des de 1813 es va interessar per l'arqueologia i va començar a organitzar nombroses excavacions a les terres de l'antic Gran Ducat de Lituània. La seva passió per la història, la cultura i el folklore de les terres d'aquest Gran Ducat, ho va donar a conèixer per primera vegada després de 1817, data en la qual va començar a escriure articles històrics per a diversos diaris. Va començar a recollir còpies dels documents relacionats amb l'antiga història de Lituània, que es van publicar en 1846 en l'antologia Pomniki do dziejów litewskich (Monuments d'Història de Lituània). Entre les fonts primàries més notables que va publicar va estar la del segle xvi (?) Letopis of the Grand Dukes of Lithuània, també conegut com el Bychowiec Chronicle, després del seu descobridor, el també historiador polonès Aleksander Bychowiec.

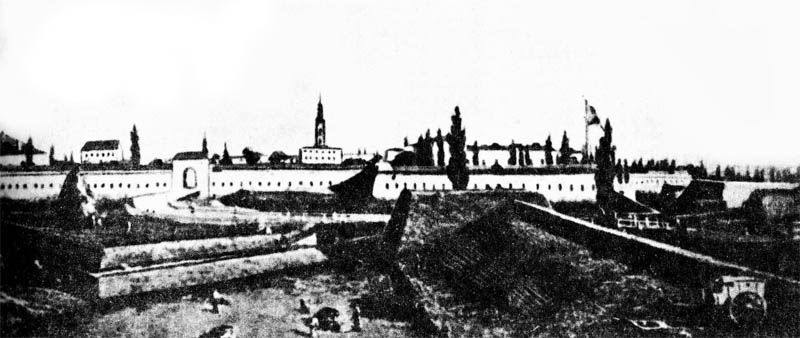
fortalesa Babruysk

Entre 1835 i 1841 va publicar una monumental història de Lituània de 10 volums, que abasta el període comprès entre la prehistòria a la Unió de Lublin. Encara que està basada en gran part als contes populars junt amb fonts dubtoses i moltes vegades falses, el llibre va tenir un gran impacte a la historiografia de Lituània, i més tard al renaixement nacional lituà. La seva traducció al lituà va esdevenir la primera història de Lituània escrita des del punt de vista de lituà. Paradoxalment, el llibre subratlla el passat de Lituània com a Rutènia, per la qual cosa va ser molt aclamat per les autoritats i els historiadors russos. Per això, Narbutt va ser guardonat pel tsar Nicolau I de Rússia, amb l'Orde de Santa Anna i de l'Orde de Sant Vladimir. El 1856, Narbutt va publicar una altra col·lecció de textos, que comprenia les fonts primàries originals i les seves falsificacions. Entre les més populars d'aquestes últimes es trobava El diari de von Kyburg, un relat inventat de Lituània del segle xii.
Al llarg de la seva vida, Narbutt va ser un membre actiu de la Comissió d'Arqueologia de Vílnius, així com un enginyer notable. Entre 1847 i 1852 va construir l'església parroquial d'Eišiškės, ara Lituània. Encara que fidel a la Rússia Imperial, l'antirussa revolta de gener va donar fi a la seva família. La seva esposa, Krystyna Narbutt nascuda Sadowska, va ser condemnada a reassentament forçat a Sibèria, i no se li va permetre tornar fins al 1871. El seu fill gran, Ludwik Narbutt, va esdevenir un notable comandant de les forces poloneses a la zona de Lida i va ser mort en una escaramussa contra els russos. El fill menor Boleslao va ser condemnat a mort per les autoritats russes, encara que la seva sentència va ser més tard canviada a cadena perpètua a causa de la seva curta edat. La seva única filla Teodora Narbutt va haver de fugir del país i va ser condemnada a treballs forçats en rebel·lia. El mateix Narbutt va morir el 1864 a Vílnius.

## Obra
- Jean Jacques Rousseau transl. by Teodor Narbutt. Wyborowe ody i kantaty Jana Babtysty Rousseau.  Vílnius, B. Neumann, 1832, p. 304.
- Teodor Narbutt. Dzieje starożytne narodu litewskiego, 1835-1841. Arxivat 2010-08-26 a Wayback Machine. (full-text of all ten volumes)
- Teodor Narbutt. Pomniki do dziejów litewskich.  Vílnius: Ruben Rafałowicz, 1844, p. 205. Arxivat 2007-09-27 a Wayback Machine. (DjVu plugin required)
- Teodor Narbutt. Dzieje narodu litewskiego w krótkości zebrane.  Vílnius: Ruben Rafałowicz, 1847.
- Teodor Narbutt. Pomniejsze pisma historyczne szczególnie do historyi Litwy odnoszące się.  Vílnius: T. Glücksberg, 1856.